# Broadchurch
Broadchurch es una serie de suspense de la cadena británica ITV. La serie versa sobre la muerte en circunstancias sospechosas de un niño de 11 años y la investigación subsiguiente para encontrar al asesino. La serie está producida por la compañía Kudos y protagonizada por David Tennant y Olivia Colman.
En enero de 2013, la filial americana de la BBC, la BBC América compró los derechos para emitirla durante ese mismo año. En España, el grupo Atresmedia compró los derechos en abril de 2013.
Broadchurch se estrenó el 4 de marzo de 2013 en la Independent Television (ITV) a las nueve de la noche y en España el 17 de septiembre de 2014 en Antena 3 a las diez y media de la noche. En su país de origen, dados los buenos datos de audiencia cosechados por la serie y las alabanzas de la crítica, la cadena madre decidió renovarla para una segunda temporada. Tras la primera temporada, fue Netflix la encargada de traer la segunda temporada de la serie a España, tras cancelar Antena 3 su emisión en abierto.

## Desarrollo de la trama
Según el creador de la serie, Chris Chibnall, desde hacía tiempo tenía en la cabeza la idea de crear un drama que explorara cómo la muerte puede afectar a toda una comunidad. En 2011 escribió el primer episodio y se lo dio a leer a la responsable de drama de la ITV Laura Mackie. Poco después, ésta le dio el visto bueno y la serie entró en preproducción. El rodaje de la serie empezó en agosto de 2012 y terminó a mediados de noviembre del mismo año. Se llevó a cabo en los acantilados de West Bay Dorset. El pueblo de Clevedon, en las afueras de Bristol, es el que hizo las veces de Broadchurch. Las tomas de la comisaría de policía se rodaron en unos estudios en Bristol. Olivia Colman confirmó en una entrevista a Graham Norton que, durante el rodaje, la identidad del asesino sólo era conocida por cuatro de los miembros del reparto. De hecho, al propio personaje que resultó ser el asesino no tuvo información de su culpabilidad hasta poco tiempo antes de filmar las escenas finales. En un inicio la serie estaba concebida como autoconclusiva, por lo que no se pensaba que fuese a renovar para una segunda temporada. Sin embargo, dado el inesperado éxito de audiencia y crítica, se renovó para una segunda temporada y actualmente cuenta con tres.

## Personajes

### Investigadores
- Inspector Alec Hardy (David Tennant) - Alec Hardy es destinado a Broadchurch, donde espera vivir una vida tranquila tras un escándalo público a raíz de su último caso, debido a errores en la cadena de custodia de unas muestras de ADN, los cuales condujeron a que el asesino quedara libre. Inicialmente su relación con Ellie es hostil, puesto que Alec pasó a ocupar el puesto al que optaba Ellie en el cuerpo de policía. A lo largo del desarrollo de la investigación, su salud empieza a flaquear y en el capítulo 6 sufre un infarto. Se sabe que tiene una hija, presumiblemente adolescente, pero poco más se revela sobre su vida familiar en el desarrollo de la trama.

- Sargento Ellie Miller (Olivia Colman) - Ellie es la compañera de Alec, pero quizá lo más importante sea que tiene una conexión personal con el asesinato de Danny Latimer, no sólo porque es amiga personal de los Latimer desde hace muchos años, sino porque ha vivido en Broadchurch desde siempre y su hijo Tom era el mejor amigo de Danny. Ellie se muestra profundamente afectada por el crimen, y además guarda cierto rencor hacia Alec Hardy porque este le arrebató el puesto que la Inspectora Jefe Jenkinson le había prometido. Actúa como agente de enlace entre el cuerpo de policía y la familia Latimer, informando al primero de las pesquisas recabadas de la segunda.

- Inspectora Jefe Sandra Jenkinson (Tracey Childs) - Sandra es la jefa de Alec y Ellie.

### Familia Latimer
- Beth Latimer (Jodie Whittaker) - Beth es la madre de Danny y Chloe, y la mujer de Mark. Es la recepcionista del Broadchurch Echo, el periódico local, así como la responsable del puesto de información turística del pueblo. Para ella es prácticamente imposible superar la muerte de su hijo, y durante el duelo, las tensiones familiares se acentúan, puesto que a Beth le cuesta confiar en Mark, entre otras cosas, porque este se niega a dar explicaciones sobre su paradero la noche de la desaparición de Danny. Actualmente está embarazada de su tercer hijo.

- Mark Latimer (Andrew Buchan) - Mark es el padre de Danny y Chloe, y el marido de Beth. Es fontanero, electricista y, en general, el manitas del pueblo. Tras la muerte de Danny, se empieza a cuestionar su inocencia, puesto que es incapaz de explicar lo que estaba haciendo la noche de la desaparición de su hijo.

- Chloe Latimer (Charlotte Beaumont) - Chloe es la hija de Mark y Beth. Es una adolescente de 15 años que está en el instituto. A pesar del impacto que causa en ella la muerte de su hermano, a Chloe le preocupa más el hecho de que su novio Dean, mayor que ella, haya estado traficando con drogas y que la use a ella de intermediaria entre él y Becca, la dueña del hotel local. De hecho, durante la investigación, descubren un fajo de billetes y una bolsa de cocaína debajo de la cama de Danny, y a Chloe no le queda más remedio que confesarle a Ellie lo ocurrido.

- Danny Latimer (Oskar McNamara) - Danny, de once años, hijo de Beth y Mark; es la víctima del asesinato que sirve de punto de partida a toda la trama de la serie. Poco después de su muerte, un agricultor local denuncia que le han robado gasolina de su depósito, y durante el visionado de unas grabaciones de las cámaras de seguridad del pueblo, parte de la investigación subsiguiente, se ve a Danny montando en su monopatín a altas horas de la madrugada. Durante los interrogatorios a los habitantes del pueblo, Jack, el dueño del estanco, cuenta a la policía que la mañana del día del asesinato vio a Danny discutiendo con el cartero.

- Liz Roper (Susan Brown) - Liz es la abuela materna de Chloe y Danny. Trabaja de tesorera en el colegio al que iba Danny. A pesar del difícil duelo al que se enfrenta, Liz es la persona que se encarga de mantener a la familia unida en esos complicados momentos. Inicialmente duda de la inocencia de Mark, pero cuando le dejan ir libre de cargos, recupera la confianza en él.

### Familia Miller
- Joe Miller (Matthew Gravelle) - Es el esposo de Ellie y padre de dos niños: Tom, de once años y Fred, de dos años. Es un antiguo paramédico que se queda en casa a cargo de sus hijos, cuidando a Fred.

- Tom Miller (Adam Wilson) - Es el hijo mayor de Ellie y Joe; tiene 11 años, es alumno del último año de primaria; supuestamente es el mejor amigo de Danny, pero él lo niega; retrasos en su interrogatorio y el encubrimiento de la verdad, acerca de su relación con Danny ocasionan problemas en la investigación.

- Fred Miller (Benji Yapp) - Es el hijo menor de Ellie y Joe; tiene dos años.

- Lucy Stevens (Tanya Franks) - Es la hermana de la detective Ellie Miller y madre de Oliver "Olly" Stevens, tiene problemas con el juego. Exige dinero para revelar información acerca de la muerte de Danny; cuando su hermana le da el dinero, le da una pista errónea, ya que identifica a una persona que tiene un gran parecido físico con el asesino.

### Periodistas
- Maggie Radcliffe (Carolyn Pickles)

- Olly Stevens (Jonathan Bailey)

- Karen White (Vicky McClure)

- Len Danvers (Simon Rouse)

### Vecinos del pueblo
- Reverendo Paul Coates (Arthur Darvill)

- Susan Wright (Pauline Quirke)

- Steve Connolly (Will Mellor)

- Jack Marshall (David Bradley)

- Nigel Carter (Joe Sims)

- Becca Fisher (Simone McAullay)

- Dean Thomas (Jacob Anderson)

- Lucy Stevens (Tanya Franks)